# Johann Gottlieb Graun
Johann Gottlieb Graun (28 de octubre de 1703 en Wahrenbrück-27 de octubre de 1771 en Berlín) fue un compositor y violinista alemán del barroco y el período pre-clásico.

## Vida
La educación musical de Johann Gottlieb Graun se inicia en Dresde entre los años 1713 y 1721. Su maestro de violín y composición fue Johann Georg Pisendel. En 1723 viaja a Padua, donde permanece varios meses estudiando con Giuseppe Tartini. Regresa a Dresde y en 1726 consigue el puesto de maestro de capilla en la corte ducal de Merseburg. En 1732 junto con su hermano menor, Carl Heinrich Graun entra al servicio del príncipe heredero, Federico (el futuro Federico el Grande) de Prusia en Ruppin. En 1740 Federico asciende al trono, y Graun permanece en su servicio como concertino y primer violín de la Ópera de Berlín hasta su muerte en 1771.
Su más conocidos alumnos de violín fueron Wilhelm Friedemann Bach y Franz Benda.
Entre sus obras musicales hay óperas, oratorios, cantatas, concertos de violín, clavecín y música de cámara. Fue un compositor muy respetado, y sus obras continuaron tocándose después de su muerte. En la actualidad se realiza un festival anual de la música de Johann Gottlieb Graun y su hermano en la localidad de Bad Liebenwerda en el estado federado de Brandeburgo, Alemania.